# Empersdorf
Empersdorf é um município da Áustria, situado no distrito de Leibnitz, na estado da Estíria. Tem 14,23 km² de área e sua população em 2019 foi estimada em 1.385 habitantes.